# Glaciar Imja
El Glaciar Imja (en nepalí: इम्जा हिमनदी) está situado en el Himalaya, en el distrito de Solukhumbu del país asiático de Nepal.
Se origina en la cara occidental del Kali Himal, a 7057 metros (23.153 pies), y bordea la ladera sur del Imja Tse o Isla Pico, al sureste del Monte Everest. Se une a los glaciares Lhotse Shar y Ambulapcha. El glaciar forma la extensión oriental del Imja Tsho, que a su vez drena a través del valle de Dingboche a Río Imja, Dudh Kosi, el río Ganges y, finalmente, al Océano Índico.